# 若弗魯瓦一世 (普羅旺斯)
若弗魯瓦一世（Geoffroi Ier de Provence，？年—約1062年）是威廉二世之子，普羅旺斯伯爵（1018—1062），與威廉四世、富爾克·貝特蘭共同在位。他的子女貝特蘭二世、格貝爾加在他死後依序繼位。

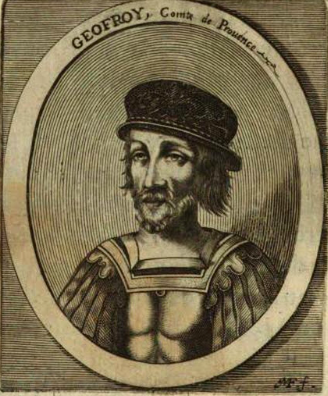
若弗魯瓦一世